# تایکو سیتانو کروز کی‌روش
تایکو سیتانو کروز کی‌روش (به پرتغالی: Tácio Caetano Cruz Queiroz) هافبک اهل برزیل است که در شهر Valença, Bahia و در تاریخ ۷ اوت ۱۹۸۰ به دنیا آمده‌است.
تایکو سیتانو کروز کی‌روش در تیم‌های فوتبال Vitória سابقهٔ حضور دارد.